# Ranking Universitário da Folha de S.Paulo
O Ranking Universitário Folha (RUF) é uma avaliação anual do ensino superior do Brasil feita pela Folha de S.Paulo desde 2012 publicada sempre no mês de setembro.
No ranking, estão classificadas as 198 universidades brasileiras, públicas e privadas, a partir de cinco indicadores: pesquisa, internacionalização, inovação, ensino e mercado. Há também 40 rankings dos cursos com mais ingressantes no país de acordo com o último Censo. 
Os dados que compõem os indicadores de avaliação do RUF são coletados por uma equipe da Folha em bases de patentes brasileiras (Inpi), em bases de periódicos científicos (Web of Science e SciELO), em bases do Ministério da Educação (MEC), em agências de fomento às ciências federais e estaduais e em pesquisas nacionais de opinião feitas pelo Datafolha. A metodologia tem inspiração em rankings internacionais de universidades e segue uma revisão de literatura de avaliação de ensino superior com cerca de 400 referências. Os indicadores foram apresentados da reunião anual do IREG-Unesco em 2013.
Com dados provenientes do Instituto Nacional de Estudos e Pesquisas Educacionais Anísio Teixeira (Inep), o ranking deixou de ser publicado devido à pandemia de COVID-19 no Brasil. Em maio de 2021, a Folha publicou reportagem sobre um "apagão" dos dados do Inep mencionando crises internas da instituição, esvaziamento, demissões e interferências administrativas.

## Ranking das Universidades
Lista em ordem de notas de cada universidade:

### As melhores colocadas em 2019[2]
| Ranking 2019 | Nome                                                   | Sigla   | UF | Administração    | Nota 2019 |
| ------------ | ------------------------------------------------------ | ------- | -- | ---------------- | --------- |
| 1            | Universidade de São Paulo                              | USP     | SP | Estadual         | 98,02     |
| 2            | Universidade Estadual de Campinas                      | UNICAMP | SP | Estadual         | 97,09     |
| 3            | Universidade Federal do Rio de Janeiro                 | UFRJ    | RJ | Federal          | 97,00     |
| 4            | Universidade Federal de Minas Gerais                   | UFMG    | MG | Federal          | 96,72     |
| 5            | Universidade Federal do Rio Grande do Sul              | UFRGS   | RS | Federal          | 95,68     |
| 6            | Universidade Estadual Paulista Júlio de Mesquita Filho | UNESP   | SP | Estadual         | 92,67     |
| 7            | Universidade Federal de Santa Catarina                 | UFSC    | SC | Federal          | 92,58     |
| 8            | Universidade Federal do Paraná                         | UFPR    | PR | Federal          | 92,02     |
| 9            | Universidade de Brasília                               | UNB     | DF | Federal          | 92,21     |
| 10           | Universidade Federal de Pernambuco                     | UFPE    | PE | Federal          | 89,77     |
| 11           | Universidade Federal do Ceará                          | UFC     | CE | Federal          | 89,47     |
| 12           | Universidade Federal de São Carlos                     | UFSCAR  | SP | Federal          | 89,15     |
| 13           | Universidade do Estado do Rio de Janeiro               | UERJ    | RJ | Estadual         | 87,81     |
| 14           | Universidade Federal da Bahia                          | UFBA    | BA | Federal          | 86,95     |
| 15           | Universidade Federal de Viçosa                         | UFV     | MG | Federal          | 86,84     |
| 16           | Universidade Federal de São Paulo                      | UNIFESP | SP | Federal          | 86,73     |
| 17           | Universidade Federal Fluminense                        | UFF     | RJ | Federal          | 86,66     |
| 18           | Pontifícia Universidade Católica do Rio Grande do Sul  | PUCRS   | RS | Fundação Privada | 84,31     |
| 19           | Pontifícia Universidade Católica do Rio de Janeiro     | PUC Rio | RJ | Fundação Privada | 83,68     |
| 20           | Universidade Federal de Goiás                          | UFG     | GO | Federal          | 83,58     |

### As 19 melhores colocadas em 2014
| Posição      | Posição             | Instituição                                            | Instituição | Instituição       | Instituição      | Notas     | Notas               |
| Ranking 2014 | Comparação com 2013 | Nome                                                   | Sigla       | UF                | Administração    | Nota 2014 | Comparação com 2013 |
| ------------ | ------------------- | ------------------------------------------------------ | ----------- | ----------------- | ---------------- | --------- | ------------------- |
| 1            | Estável             | Universidade de São Paulo                              | USP         | São Paulo         | Estadual         | 97,00     | 0,11                |
| 2            | (1)                 | Universidade Federal de Minas Gerais                   | UFMG        | Minas Gerais      | Federal          | 96,55     | 1,65                |
| 3            | (1)                 | Universidade Federal do Rio de Janeiro                 | UFRJ        | Rio de Janeiro    | Federal          | 96,53     | 0,89                |
| 4            | Estável             | Universidade Federal do Rio Grande do Sul              | UFRGS       | Rio Grande do Sul | Federal          | 95,87     | 1,29                |
| 5            | Estável             | Universidade Estadual de Campinas                      | UNICAMP     | São Paulo         | Estadual         | 95,23     | 0,96                |
| 6            | Estável             | Universidade Estadual Paulista Júlio de Mesquita Filho | UNESP       | São Paulo         | Estadual         | 93,17     | 1,41                |
| 7            | Estável             | Universidade Federal de Santa Catarina                 | UFSC        | Santa Catarina    | Federal          | 91,79     | 0,09                |
| 8            | Estável             | Universidade de Brasília                               | UNB         | Distrito Federal  | Federal          | 91,09     | 0,56                |
| 9            | Estável             | Universidade Federal do Paraná                         | UFPR        | Paraná            | Federal          | 91,01     | 0,91                |
| 10           | (2)                 | Universidade Federal de São Carlos                     | UFSCAR      | São Paulo         | Federal          | 89,54     | 3,88                |
| 11           | (1)                 | Universidade Federal de Pernambuco                     | UFPE        | Pernambuco        | Federal          | 89,14     | 0,07                |
| 12           | (1)                 | Universidade Federal de São Paulo                      | UNIFESP     | São Paulo         | Federal          | 88,37     | 0,36                |
| 13           | (3)                 | Universidade Federal do Ceará                          | UFC         | Ceará             | Federal          | 87,76     | 3,50                |
| 14           | (3)                 | Universidade Federal da Bahia                          | UFBA        | Bahia             | Federal          | 87,27     | 3,61                |
| 15           | (1)                 | Universidade Federal de Santa Maria                    | UFSM        | Rio Grande do Sul | Federal          | 86,44     | 1,62                |
| 16           | (2)                 | Universidade Federal Fluminense                        | UFF         | Rio de Janeiro    | Federal          | 85,90     | 2,41                |
| 17           | (4)                 | Universidade do Estado do Rio de Janeiro               | UERJ        | Rio de Janeiro    | Estadual         | 85,63     | 0,59                |
| 18           | (1)                 | Pontifícia Universidade Católica do Rio Grande do Sul  | PUCRS       | Rio Grande do Sul | Fundação Privada | 84,87     | 1,93                |
| 19           | (1)                 | Universidade Federal de Viçosa                         | UFV         | Minas Gerais      | Federal          | 84,51     | 1,70                |